# Расулова, Лидия Худат кызы
Лидия Худат кызы Расулова  (4 декабря 1941, Баку, Азербайджанская ССР, СССР — 5 февраля 2012, Баку, Азербайджан) — азербайджанский государственный деятель. Министр социального обеспечения Азербайджанской ССР, затем Азербайджана (1988—1992). Министр образования Азербайджана (1993—1997).

## Биография
Родилась 4 декабря 1941 года в городе Баку в семье нефтяника.
В 1958 году окончила среднюю школу № 45 города Баку с золотой медалью, в 1965 году окончила вечернее отделение Азербайджанского педагогического института языков имени М. Ф. Ахундова по специальности учитель русского языка и литературы. Позже также окончила юридический факультет Бакинского государственного университета.
Начала трудовую деятельность в 1958 году вожатой пионерского отряда, позже — методист дома пионеров. В 1962—1966 годах — второй секретарь, первый секретарь Ленинского районного комитета комсомола города Баку.
В 1966—1972 годах — заведующая отделом пропаганды и агитации Ленинского районного комитета партии города Баку, с 1972 года — инструктор отдела пропаганды и агитации, с 1974 года — заместитель заведующего отдела науки и учебных заведений ЦК КП Азербайджана. В 1975—1981 годах — первый секретарь Насиминского районного комитета Компартии Азербайджана. 
С 24 января 1981 года по 26 декабря 1988 года — председатель Азербайджанского республиканского совета профессиональных союзов. 
С 26 декабря 1988 года по 10 декабря 1992 года — министр социального обеспечения Азербайджана (до 1991 года — Азербайджанской ССР). В апреле—сентябре 1993 года — заместитель председателя Государственного комитета по науке и технике Азербайджанской Республики. 
С 2 сентября 1993 года по 13 сентября 1997 года — министр образования Азербайджана, ушла в отставку по состоянию здоровья. На посту министра образования приняла ряд мер для усовершенствования системы образования в республике, сформировала почву для создания частных учебных заведений.
С 1997 года — на педагогической работе в системе высшей школы Азербайджана. С 2002 года — персональный пенсионер Президента Азербайджана.
С 30 ноября 1991 года занимала пост председателя Специального олимпийского комитета Азербайджана. 
Состояла в КПСС с 1965 года, выдвигалась делегатом на XXVI (1981) и XXVII (1986) съездов КПСС, XIX Всесоюзной партийной конференции (1988). Делегат ряда съездов Компартии Азербайджана, в 1976—1981 и 1990—1991 годах — член Центральной ревизионной комиссии КП Азербайджана, в 1981—1986 годах — кандидат в члены, в 1986—1990 годах — член бюро ЦК компартии республики.
Избиралась депутатом Верховного Совета Азербайджанской ССР 9-го созыва (доизбрана) и 10-го созыва от Бакихановского избирательного округа № 73, в 1984 году избрана депутатом Совета Национальностей Верховного Совета СССР 11-го созыва от Аскеранского избирательного округа № 729 Нагорно-Карабахской автономной области, была членом Комиссии по иностранным делам Совета Национальностей. 
Скончалась 5 февраля 2012 года в городе Баку на 72-м году жизни.

## Награды
- Орден Октябрьской Революции (1980)
- Орден «Слава» (13 сентября 1997, за активное участие в государственном строительстве Азербайджана)[1]
- Персональная стипендия Президента Азербайджанской Республики (11 июня 2002)[2]